# Villa chrysothrix
Villa chrysothrix är en tvåvingeart som beskrevs av Mario Bezzi 1924. Villa chrysothrix ingår i släktet Villa och familjen svävflugor.
Artens utbredningsområde är Zambia. Inga underarter finns listade i Catalogue of Life.